# 埃倫·海德
埃倫·海德（英語：Allan Hyde，1989年8月20日—）是一位丹麥裔美國人演員。他最著名的作品是在HBO電視劇《真愛如血》中飾演吸血鬼角色。他也出演過一些丹麥的電視劇和電影。

## 外部連結
- Allanhyde.com
- Allan Hyde在互联网电影资料库（IMDb）上的資料（英文）
- Allan Hydeat TEAM PLAYERS - Actors Agency and Management（页面存档备份，存于）
- 埃倫·海德的X（前Twitter）
- Allan Hyde（页面存档备份，存于） on Instagram（页面存档备份，存于）
- Allan Hyde on Facebook
- Allan Hyde on  GourmetFilm YouTube